# Liste der Baudenkmale in Wagenfeld
In der Liste der Baudenkmale in Wagenfeld sind alle Baudenkmale der niedersächsischen Gemeinde Wagenfeld aufgelistet. Die Quelle der  Baudenkmale ist der Denkmalatlas Niedersachsen. Der Stand der Liste ist der 14. Februar 2022.

## Allgemein
In den Spalten befinden sich folgende Informationen:
- Lage: die Adresse des Baudenkmales und die geographischen Koordinaten. Kartenansicht, um Koordinaten zu setzen. In der Kartenansicht sind Baudenkmale ohne Koordinaten mit einem roten Marker dargestellt und können in der Karte gesetzt werden. Baudenkmale ohne Bild sind mit einem blauen Marker gekennzeichnet, Baudenkmale mit Bild mit einem grünen Marker.
- Bezeichnung: Bezeichnung des Baudenkmales
- Beschreibung: die Beschreibung des Baudenkmales. Unter § 3 Abs. 2 NDSchG werden Einzeldenkmale und unter § 3 Abs. 3 NDSchG Gruppen baulicher Anlagen und deren Bestandteile ausgewiesen.
- ID: die Objekt-ID des Baudenkmales
- Bild: ein Bild des Baudenkmales, ggf. zusätzlich mit einem Link zu weiteren Fotos des Baudenkmals im Medienarchiv Wikimedia Commons. Wenn man auf das Kamerasymbol klickt, können Fotos zu Baudenkmalen aus dieser Liste hochgeladen werden:

## Wagenfeld

### Gruppe: Kirchhof Wagenfeld
Die Gruppe „Kirchhof Wagenfeld“ hat die ID .

| Lage                                    | Bezeichnung | Beschreibung | ID       | Bild |
| --------------------------------------- | ----------- | --- | -------- | ---- |
| Kirchgang 1 52° 32′ 57″ N, 8° 34′ 54″ O | Kirche      | Evangelische St.-Antonius-Kirche Wagenfeld, die 1772 bis 1774 erbaut wurde und die auf Bruchsteinmauerwerk ruht. | 34451049 |      |
| Kirchgang 1 52° 32′ 57″ N, 8° 34′ 54″ O | Kirchhof    | | 34451049 |      |
| Kirchgang 1 52° 32′ 58″ N, 8° 34′ 52″ O | Grabsteine  | | 34451070 |      |

### Gruppe: Hofanlage Am Hundeort 7
Die Gruppe „Hofanlage Am Hundeort 7“ hat die ID .

| Lage                                     | Bezeichnung              | Beschreibung                                                                                     | ID       | Bild |
| ---------------------------------------- | ------------------------ | ------------------------------------------------------------------------------------------------ | -------- | ---- |
| Am Hundeort 7 52° 32′ 43″ N, 8° 35′ 9″ O | Wohn-/Wirtschaftsgebäude | Nach der Inschrift 1713 errichtetes Fachwerkgebäude mit neuerem massiven quergestellten Kopfbau. | 37272144 |      |
| Am Hundeort 7 52° 32′ 42″ N, 8° 35′ 8″ O | Speicher                 | Transloziertes Gebäude                                                                           |          |      |
| Am Hundeort 7 52° 32′ 43″ N, 8° 35′ 7″ O | Backhaus                 | Transloziertes Gebäude.                                                                          |          |      |
| Am Hundeort 7 52° 32′ 43″ N, 8° 35′ 9″ O | Futterküche              |                                                                                                  | 37272163 |      |
| Am Hundeort 7 52° 32′ 42″ N, 8° 35′ 9″ O | Scheune                  |                                                                                                  | 37272180 |      |

### Einzeldenkmal
| Lage                                                  | Bezeichnung                                 | Beschreibung | ID       | Bild |
| ----------------------------------------------------- | ------------------------------------------- | --- | -------- | ---- |
| An der Auburg 8 52° 33′ 31″ N, 8° 34′ 45″ O           | Herrenhaus mit Zufahrtsallee und Torpfeiler | Das in der ersten Hälfte des 19. Jahrhunderts errichtete, zweigeschossige Gebäude, im Erdgeschoss massiv, im Obergeschoss Fachwerk, unter einem Halbwalmdach gehörte einst der Familie von Cornberg und war das Amtshaus der hessischen Exklave Auburg. | 34450957 |      |
| Am Reuterhof 56 52° 33′ 33″ N, 8° 35′ 24″ O           | Speicher                                    | 1748 erbautes Gebäude. | 34450934 |      |
| Hauptstraße 40 52° 32′ 59″ N, 8° 35′ 14″ O            | Wohnhaus                                    | | 34451007 |      |
| K26 (km 0,0 bis km 3,913) 52° 32′ 21″ N, 8° 35′ 21″ O | Kilometerstein                              | Dreieckiger Kilometerstein |          |      |
| Oppenweher Straße 72 52° 32′ 13″ N, 8° 33′ 59″ O      | Wohn-/Wirtschaftsgebäude                    | | 34451091 |      |

## Ströhen

### Gruppe: Hofanlage Tierparkstraße 16
Die Gruppe „Hofanlage Tierparkstraße 16“ hat die ID .

| Lage                                      | Bezeichnung             | Beschreibung | ID       | Bild |
| ----------------------------------------- | ----------------------- | ------------ | -------- | ---- |
| Wünkers Weg 16 52° 32′ 0″ N, 8° 41′ 59″ O | Wohn/Wirtschaftsgebäude | 1825 erbaut  | 34450826 |      |
| Wünkers Weg 16 52° 32′ 0″ N, 8° 41′ 58″ O | Scheune                 |              | 34450850 |      |
| Wünkers Weg 16 52° 32′ 1″ N, 8° 41′ 58″ O | Stall                   |              | 34450871 |      |
| Wünkers Weg 16 52° 32′ 1″ N, 8° 41′ 57″ O | Remise                  |              | 34450892 |      |
| Wünkers Weg 16 52° 31′ 59″ N, 8° 42′ 1″ O | Backhaus                |              | 34450913 |      |

### Gruppe: Hofanlage Winkelerort 6
Die Gruppe „Hofanlage Winkelerort 6“ hat die ID .

| Lage                                     | Bezeichnung              | Beschreibung | ID       | Bild |
| ---------------------------------------- | ------------------------ | ------------ | -------- | ---- |
| Diekstraße 6 52° 31′ 13″ N, 8° 40′ 40″ O | Wohn-/Wirtschaftsgebäude | 1767 erbaut  | 34450564 |      |
| Diekstraße 6 52° 31′ 12″ N, 8° 40′ 38″ O | Scheune                  | 1797 erbaut  | 34450588 |      |
| Diekstraße 6 52° 31′ 12″ N, 8° 40′ 42″ O | Speicher                 | 1742 erbaut  |          | BW   |
| Diekstraße 6 52° 31′ 12″ N, 8° 40′ 43″ O | Backhaus                 |              |          | BW   |

### Einzeldenkmale
| Lage                                            | Bezeichnung              | Beschreibung | ID       | Bild           |
| ----------------------------------------------- | ------------------------ | --- | -------- | -------------- |
| Arnikaweg 52° 32′ 22″ N, 8° 38′ 59″ O           | Gedenkstein              | Gedenkstein als Repräsentant für den früheren Kriegsfriedhof für russische und andere ausländische Gefangene                                    | 34451262 |                |
| Hakenhäuserort 2 52° 33′ 19″ N, 8° 42′ 11″ O    | Speicher                 | | 34450657 |                |
| Hakes Weg 4 52° 33′ 10″ N, 8° 42′ 12″ O         | Speicher                 | Anfang des 18. Jahrhunderts erbauter anderthalbgeschossiger Fachwerkbau unter einem Satteldach. Das Gebäude wurde auf dem Hofgelände umgesetzt. | 34451284 |                |
| Mindener Straße 258 52° 30′ 35″ N, 8° 42′ 17″ O | Wohn-/Wirtschaftsgebäude | | 34450697 |                |
| Rickerstraße 15 52° 31′ 36″ N, 8° 42′ 40″ O     | Wohn-/Wirtschaftsgebäude | 1804 erbaut | 34450717 |                |
| Varreler Kirchweg 4 52° 32′ 8″ N, 8° 42′ 11″ O  | Speicher                 | | 34450740 |                |
| Varreler Kirchweg 4 52° 32′ 8″ N, 8° 42′ 10″ O  | Brunnen                  | 1699 erbaut |          | BW             |
| Varreler Straße 12 52° 32′ 11″ N, 8° 42′ 8″ O   | Kirche                   | Die um 1875 von Conrad Wilhelm Hase erbaute neogotische evangelische Kirche Ströhen besitzt ein Querhaus.                                       | 34450783 | Weitere Bilder |
| Wünkers Weg 10 52° 31′ 55″ N, 8° 42′ 1″ O       | Wohn-/Wirtschaftsgebäude | 1811 erbaut | 34450803 |                |

## Bockel

### Einzeldenkmale
| Lage                                     | Bezeichnung | Beschreibung | ID       | Bild           |
| ---------------------------------------- | ----------- | --- | -------- | -------------- |
| Barver Straße 52° 34′ 39″ N, 8° 34′ 2″ O | Friedhof    | Der Jüdische Friedhof Wagenfeld war eine wohl bereits im 18. Jahrhundert angelegte Begräbnisstätte, die heute in Maschendrahtzaun eingefasst ist. Der älteste Grabstein datiert auf 1811. Der Friedhof wurde mehrfach geschändet. | 34451214 | Weitere Bilder |

## Haßlingen

### Einzeldenkmale
| Lage                                          | Bezeichnung              | Beschreibung                                        | ID       | Bild           |
| --------------------------------------------- | ------------------------ | --------------------------------------------------- | -------- | -------------- |
| Haßlinger Weg 2 52° 32′ 55″ N, 8° 36′ 6″ O    | Speicher                 | Um 1820 errichteter zweistöckiger Fachwerkspeicher. | 34451238 |                |
| Mühlenweg 29 52° 32′ 32″ N, 8° 36′ 11″ O      | Mühle                    | sog. Speckmann'sche Mühle, Galerieholländer         | 34450457 | Weitere Bilder |
| Rahdener Straße 6 52° 32′ 15″ N, 8° 35′ 29″ O | Wohn-/Wirtschaftsgebäude | 1747 erbaut                                         | 34450477 |                |

## Neustadt

### Einzeldenkmale
| Lage                                           | Bezeichnung              | Beschreibung | ID       | Bild |
| ---------------------------------------------- | ------------------------ | ------------ | -------- | ---- |
| Sulinger Straße 91 52° 34′ 25″ N, 8° 36′ 38″ O | Wohn-/Wirtschaftsgebäude |              | 34450544 |      |